# Argentinopheloscyta
Argentinopheloscyta – wymarły rodzaj pluskwiaków z rodziny Stenoviciidae, obejmujący tylko jeden znany gatunek: Argentinopheloscyta forsterae.
Gatunek i rodzaj zostały opisane w 2003 roku przez Rafaela G. Martinsa-Neto i Oscara F. Gallego na podstawie skamieniałości skrzydła, którą odkryto w formacji Los Rastros, w argentyńskim Gualo. Pochodzi ona z późnego triasu środkowego lub wczesnego triasu późnego. Epitet gatunkowy nadano na cześć Catherine Forster, która zebrała holotyp.
Owad ten miał przednie skrzydło długości 9 mm, o lekko zakrzywionej krawędzi kostalnej oraz długiej i nieco spiczastej krawędzi wierzchołkowej. Rejony kostalny i radialny skrzydła miały taką samą szerokość. Złączone żyłki radialne: przednia i tylna biegły równoległe do krawędzi kostalnej skrzydła. Tylna żyłka medialna miała trzy odgałęzienia sięgające krawędzi wierzchołkowej. Żyłka poprzeczna łącząca pierwsze i drugie odgałęzienie tylnej żyłki medialnej była ustawiona skośnie do dość pionowej żyłki poprzecznej łączącej żyłkę medialną z radialną. Długa i prosta przednia żyłka kubitalna podzielona była odsiebnie na dwie odnogi, z których pierwsza była dłuższa, a druga łączyła się u krawędzi analnej z tylną żyłką kubitalną.